# Moskenesøya
Moskenesøy is een Noors eiland. Het is een van de Lofoten. Het eiland is verdeeld tussen de gemeente Moskenes en de gemeente Flakstad en maakt in zijn geheel deel uit van de provincie Nordland. Moskenesøy is door twee bruggen verbonden met het naastgelegen eiland Flakstadøya.
Het hoogste punt van het eiland is de berg Hermannsdalstinden die 1029 meter hoog is. In de zuidwestelijke tip van het eiland ligt Nationaal park Lofotodden dat in 2018 werd opgericht.

## Plaatsen op Moskenesøya
- Å i Lofoten
- Sørvågen
- Reine
- Hamnøy

Moskenesøya
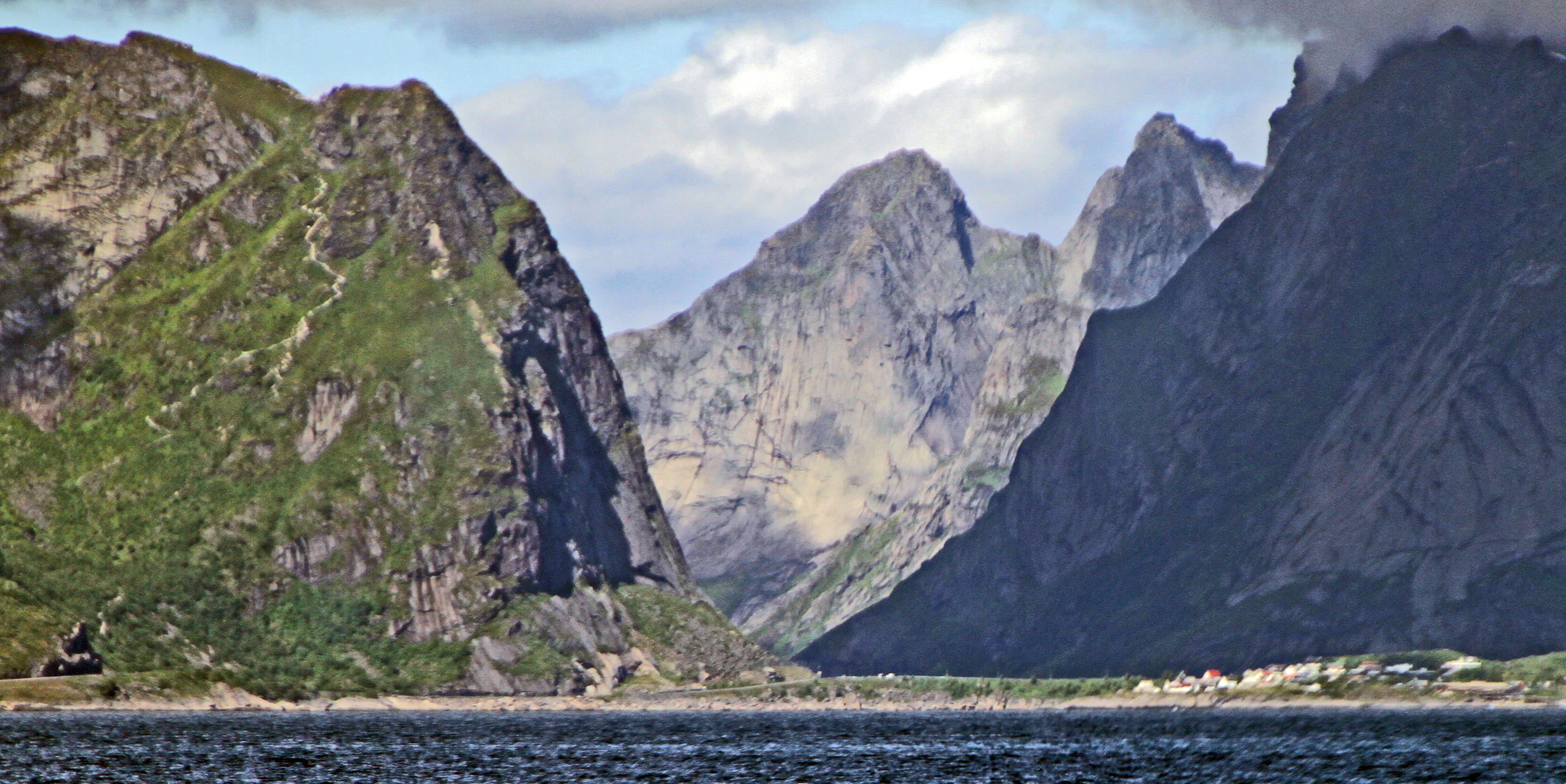
Moskenesøy
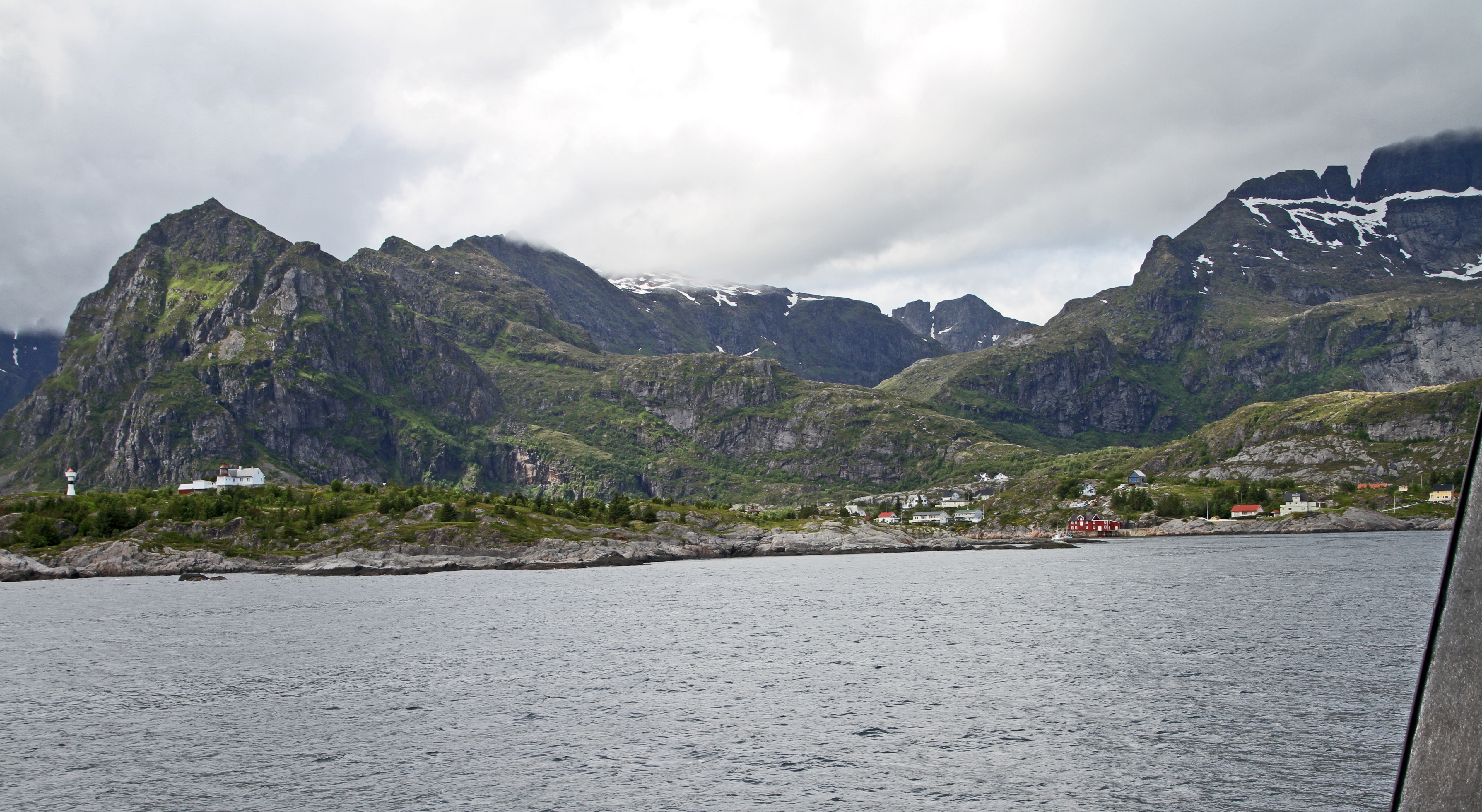
Sørvågen
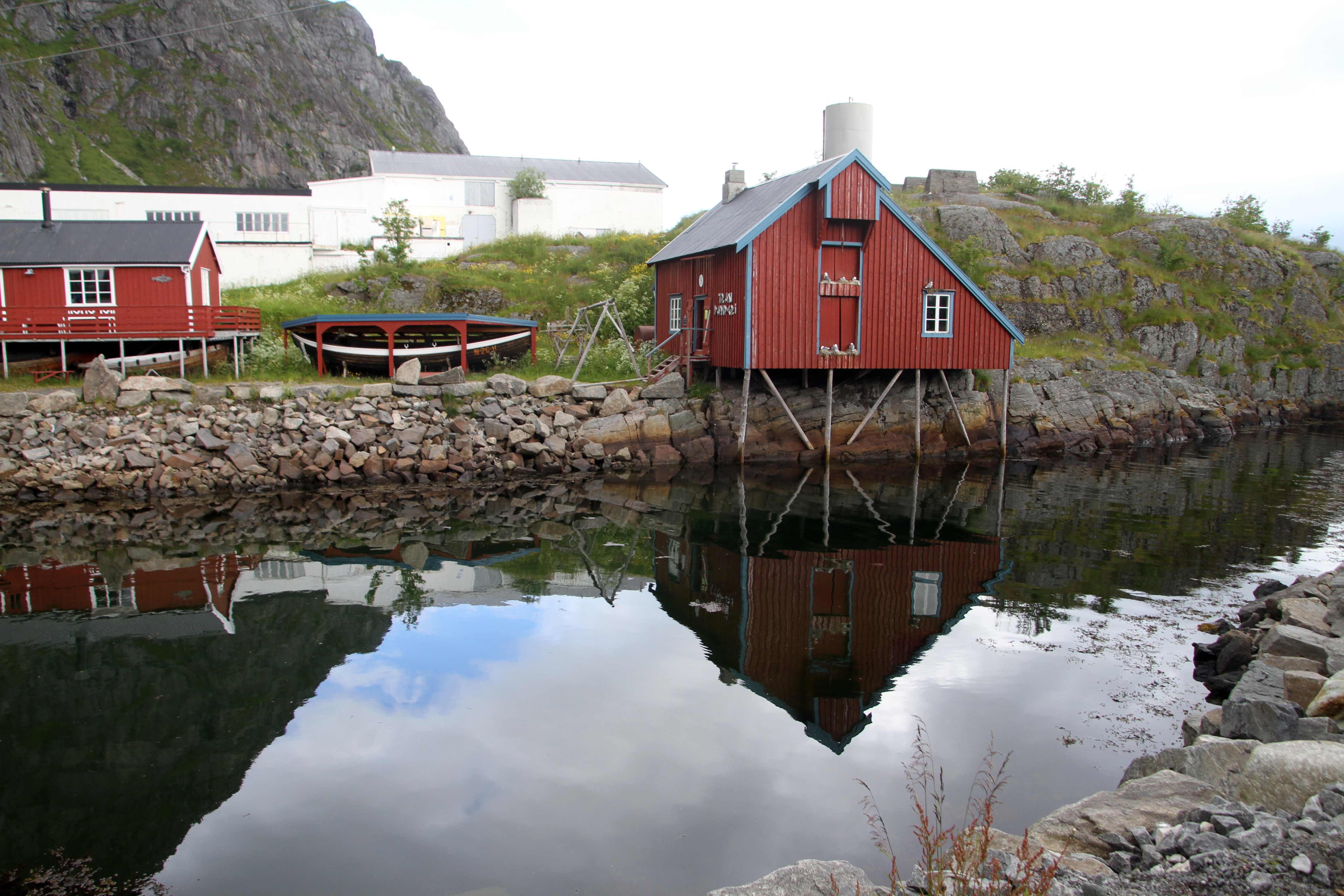
Å i Lofoten
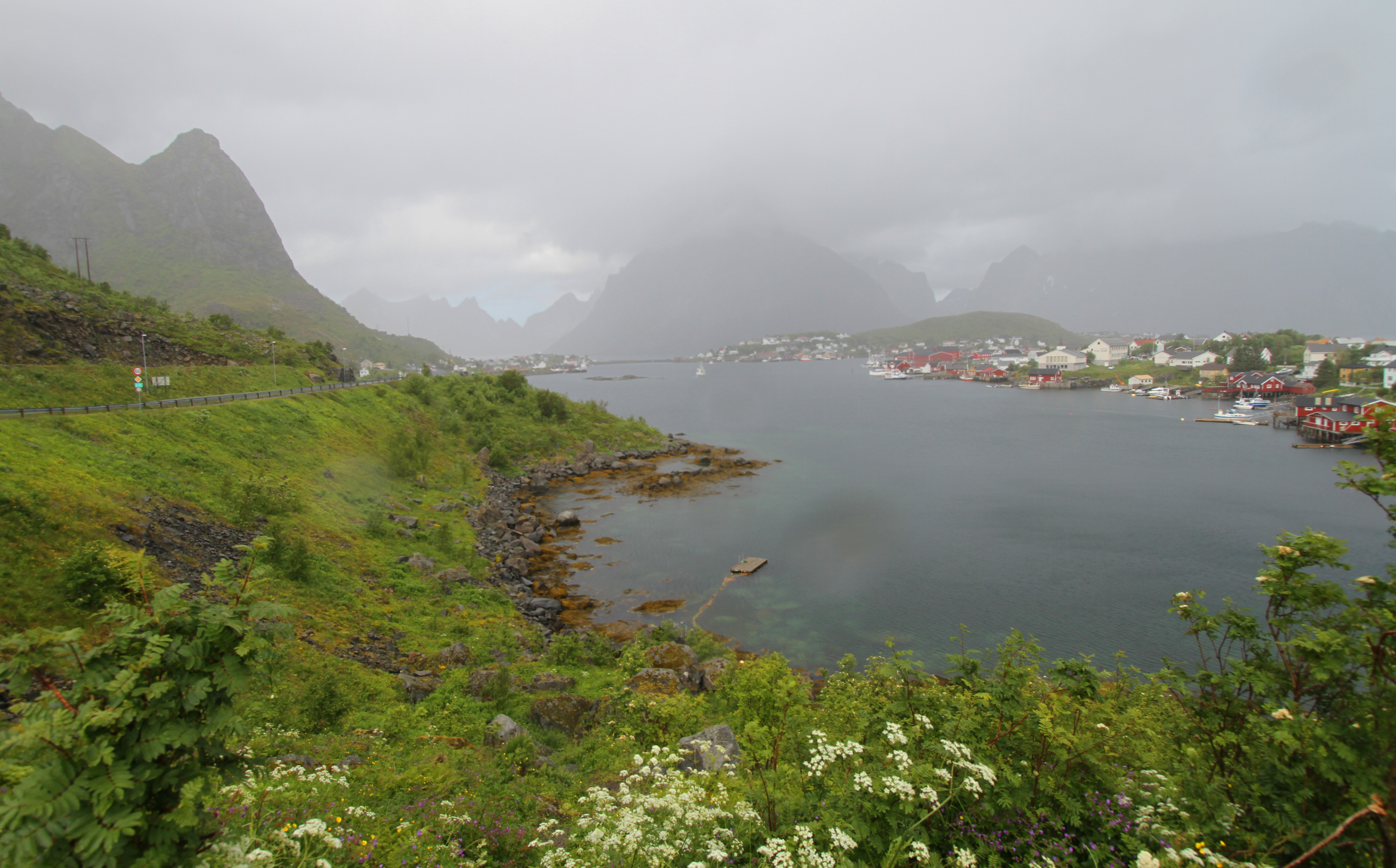
Reine
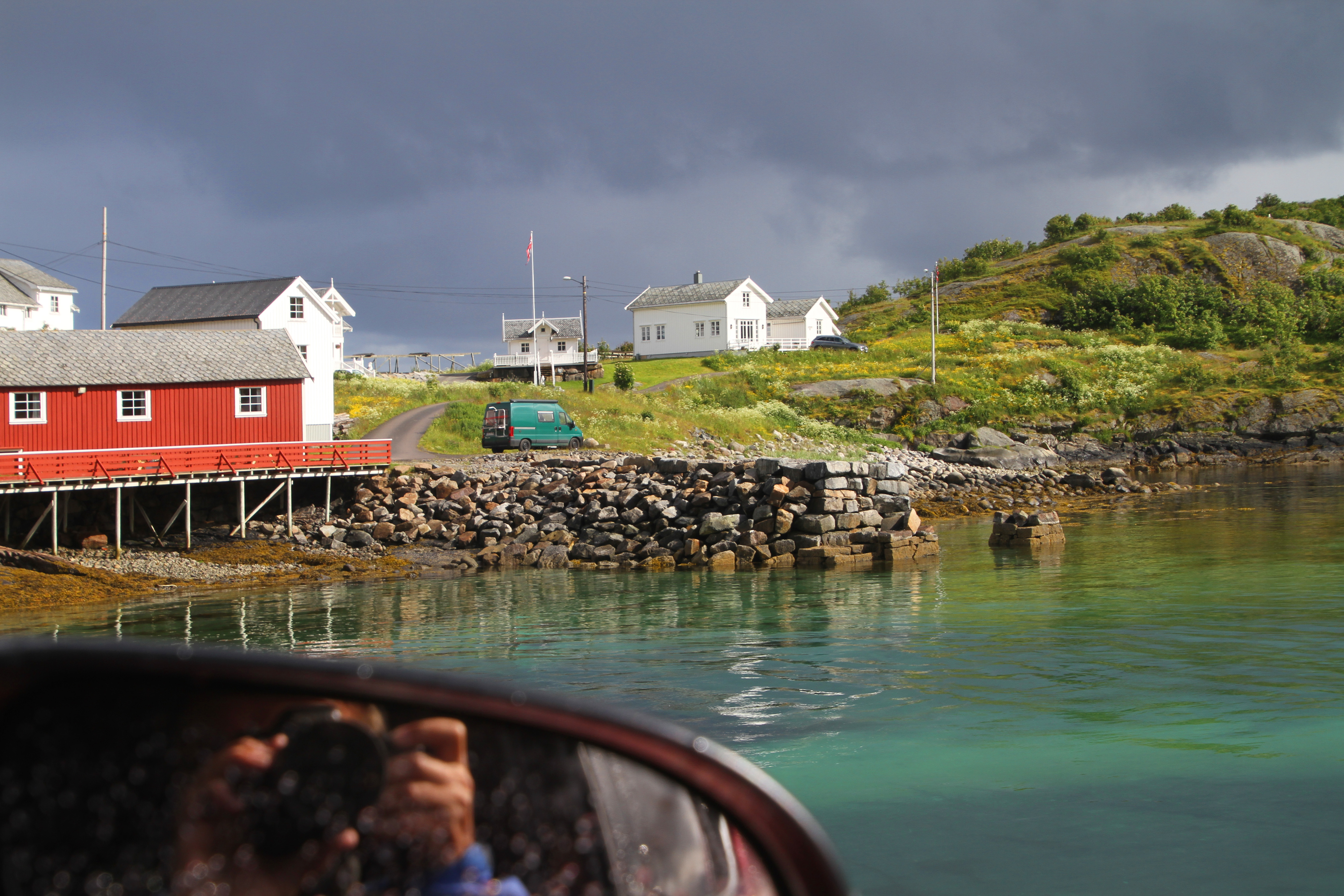
Sakrisøy